# Джанин Фрост
Джанин Фрост (на английски: Jeaniene Frost) е американска писателка на произведения в жанра научна фантастика, фентъзи и паранормален любовен роман.

## Биография и творчество
Джанин Фрост е родена на 13 юни 1974 г. в САЩ.
Първият ѝ роман, „На крачка от гроба“ от поредицата „Среднощен ловец“, е издаден през 2007 г. Главната героиня, Катрин Кроуфийлд, е полувампир и преследва вампирите заради баща си, който е отговорен за съсипването на живота на майка ѝ. Но пътя ѝ се пресича от сексапилния вампир Боунс, който ѝ предлага сделка и обучение, а двамата се оказват преследвани от група убийци. Тя трябва да избере страна, разделена от чувствата и стремежите си. Романът, съчетаващ екшън, страстна любов и хумор, става бестселър в списъка на „Ню Йорк Таймс“.
Джанин Фрост живее със семейството си във Флорида.

## Произведения

### Серия „Среднощен ловец“ (Night Huntress)
1. Halfway to the Grave (2007)
На крачка от гроба, изд.: ИК „Ибис“, София (2011), прев. София Русенова
2. One Foot in the Grave (2008)
С единия крак в гроба, изд. „Ибис“ (2011), прев. София Русенова
3. At Grave's End (2008)
На ръба на гроба, изд. „Ибис“ (2012), прев. Иван Атанасов
4. Destined for an Early Grave (2009)
Обречена на ранен гроб, фен-превод
5. This Side of the Grave (2011)
Тази страна на гроба, фен превод
6. One Grave at a Time (2011) Един гроб завинаги, фен превод
7. Up From the Grave (2014) Нагоре от гроба, Фен превод

#### Новели към серията „Среднощен ловец“
- Reckoning (2011)
Възмездие, Фен превод/
- Happily Never After (2011)
И не заживели щастливо, Фен превод/

- Devil to Pay (2011)
Демона ще си плати,фен превод
- One for the Money (2011)
Една с много пари, фен превод
- Home for the Holidays (2011) Дом за празници, фен превод

- Outtakes from The Grave (2015)

#### Серия „В света на Среднощен ловец“ (Night Huntress World)
1. First Drop of Crimson (2010) Първа капка малиново (Фен превод)
2. Eternal Kiss of Darkness (2010) Вечната целувка на мрака (Фен превод)

### Серия „Принц на нощта“ (Night Prince)
1. Once Burned (2012)
Принц на нощта, изд. „Ибис“ (2014), прев. Вера Паунова
2. Twice Tempted (2013)
Двойно изкушени, фен превод
3. This Side of the Grave (2011)
4. Bound by Flames (2015) В огъня фен превод
5. Into the Fire (2016)

### Серия „Разрушена съдба“ (Broken Destiny)
1. The Beautiful Ashes (2014) Красива пепел (Фен превод)
2. The Sweetest Burn (2016) Най-сладкото изгаряне (Фен превод)
3. The Brightest Embers (2017) Най-ярките пламъци (Фен превод)

### Серия „Нощен бунтовник“ (Night Rebel)
1. Shades of Wicked (2018) Нюанси на злото (Фен превод)
2. Wicked Bite (2020) Порочни обещания (Фен превод)
3. Wicked All Night (2021) Порочен цяла нощ (Фен превод)

### Новели
- Night's Darkest Embrace (2012)
- Pack (2015)

### Сборници
- Weddings From Hell (2008) – с Тери Гари, Маги Шейн и Катрин Смит
- Four Dukes and a Devil (2009) – с Елейн Фокс, Кати Максуел, София Неш и Трейси Ан Уорън
- Unbound (2009) – с Ким Харисън, Мелиса Мар и Вики Петерсън
- Haunted by Your Touch (2010) – с Шийла Блек и Шери Колър
- The Bite Before Christmas (2011) – с Линси Сандс